# Condado de Washington (Virgínia)
O Condado de Washington é um dos 95 condados do estado americano de Virgínia. A sede do condado é Abingdon, e sua maior cidade é Abingdon. O condado possui uma área de 1 466 km² (dos quais 8 km² estão cobertos por água), uma população de 51 103 habitantes, e uma densidade populacional de 16 hab/km² (segundo o censo nacional de 2000). O condado foi fundado em 1776.